# Beastie Boys Story
Beastie Boys Story és un documental estatunidenc del 2020, dirigit, produït i escrit per Spike Jonze, conjuntament amb Michael Diamond i Adam Horovitz. Va ser filmat al Kings Theatre de Brooklyn com a adaptació de Beastie Boys Book, el llibre de memòries de Beastie Boys. Jonze es va reunir amb Diamond i Horovitz per al projecte després de dirigir-ne diversos videoclips com el de la cançó «Sabotage» el 1994.
La transmissió digital de la pel·lícula es va posar a disposició a Apple TV+ el 24 d'abril de 2020.

## Repartiment
- Michael Diamond com ell mateix
- Adam Horovitz com ell mateix
- Adam Yauch com ell mateix (contingut d'arxiu)
- Bill Hader com a Crazy Shit Voice
- Michael K. Williams com a Bob Dylan[4]
- Ben Stiller, David Cross i Steve Buscemi com a membres del públic